# ریوتا موراتا
ریوتا موراتا (انگلیسی: Ryōta Murata؛ زادهٔ ۱۲ ژانویهٔ ۱۹۸۶) بوکسور اهل ژاپن است.